# OFC Champions Cup 2006
Der OFC Champions Cup 2006 war die fünfte Ausspielung eines ozeanischen Meister-Wettbewerbs für Vereinsmannschaften im Fußball und fand vom 10. bis 21. Mai 2006 mit acht Vereinen aus sieben Ländern im North Harbour Stadium in Albany (North Shore City) Neuseeland statt. Die Mannschaften kamen aus Neukaledonien, Neuseeland, Fidschi, Papua-Neuguinea, den Salomonen, Tahiti und Vanuatu. Erstmals war kein Vertreter Australiens am Start, da Australien sich dem asiatischen Fußballverband AFC angeschlossen hatte; dafür zwei Vertreter aus Neuseeland. Die Teams qualifizierten sich aufgrund ihrer Platzierungen in der nationalen Meisterschaft, wobei sieben Mannschaften für die Finalrunde gesetzt waren. Weitere vier Teams hatten vorab eine Qualifikationsrunde in Ba auf Fidschi zu bestreiten, deren Sieger sich für die Finalrunde qualifizierte. Der Wettbewerb wurde in einem Rundenturnier mit zwei Gruppen a vier Teams und anschließender K.-o.-Runde gespielt. Die jeweils zwei Gruppenbesten erreichten das Halbfinale.
Der Sieger Auckland City aus Neuseeland qualifizierte sich als Vertreter Ozeaniens für die FIFA-Klub-Weltmeisterschaft 2006 in Japan.

## Qualifikation
Die Qualifikationsspiele fanden vom 6. bis 10. Februar im Govind Park in Ba auf Fidschi statt. Gespielt wurde in einer einfachen Runde jeder gegen jeden. Der Gruppensieger qualifizierte sich für die Finalrunde des Wettbewerbs.
| Pl. | Verein            | Sp. | S | U | N | Tore    | Diff. | Punkte |
| --- | ----------------- | --- | - | - | - | ------- | ----- | ------ |
| 1.  | Nokia Eagles      | 3   | 2 | 1 | 0 | 007:200 | +5    | 07     |
| 2.  | Tuinaimato Breeze | 3   | 1 | 1 | 1 | 004:400 | ±0    | 04     |
| 3.  | SC Lotoha'apai    | 3   | 1 | 1 | 1 | 005:700 | −2    | 04     |
| 4.  | Sokattack Nikao   | 3   | 0 | 1 | 2 | 002:500 | −3    | 01     |

| 6. Februar      |     |                   |
| SC Lotoha'apai  | 1:5 | Nokia Eagles      |
| 6. Februar      |     |                   |
| Sokattack Nikao | 1:2 | Tuinaimato Breeze |
| 8. Februar      |     |                   |
| Sokattack Nikao | 1:3 | SC Lotoha'apai    |
| 8. Februar      |     |                   |
| Nokia Eagles    | 2:1 | Tuinaimato Breeze |
| 10. Februar     |     |                   |
| SC Lotoha'apai  | 1:1 | Tuinaimato Breeze |
| 10. Februar     |     |                   |
| Nokia Eagles    | 0:0 | Sokattack Nikao   |

## Gruppenphase

### Gruppe A
| Pl. | Verein        | Sp. | S | U | N | Tore    | Diff. | Punkte |
| --- | ------------- | --- | - | - | - | ------- | ----- | ------ |
| 1.  | Auckland City | 3   | 3 | 0 | 0 | 011:100 | +10   | 09     |
| 2.  | AS Pirae      | 3   | 2 | 0 | 1 | 017:200 | +15   | 06     |
| 3.  | Marist FC     | 3   | 1 | 0 | 2 | 009:140 | −5    | 03     |
| 4.  | Sobou FC      | 3   | 0 | 0 | 3 | 001:210 | −20   | 0      |

| 10. Mai       |        |               |
| Marist FC     | 01:10  | AS Pirae      |
| 10. Mai       |        |               |
| Auckland City | 7:0    | Sobou FC      |
| 13. Mai       |        |               |
| Auckland City | 3:1    | Marist FC     |
| 14. Mai       |        |               |
| AS Pirae      | *7:0 * | Sobou FC      |
| 16. Mai       |        |               |
| Sobou FC      | *1:7 * | Marist FC     |
| 16. Mai       |        |               |
| AS Pirae      | *0:1 * | Auckland City |

### Gruppe B
| Pl. | Verein              | Sp. | S | U | N | Tore    | Diff. | Punkte |
| --- | ------------------- | --- | - | - | - | ------- | ----- | ------ |
| 1.  | YoungHeart Manawatu | 3   | 1 | 2 | 0 | 008:500 | +3    | 05     |
| 2.  | Nokia Eagles        | 3   | 1 | 1 | 1 | 006:300 | +3    | 04     |
| 3.  | Tafea FC            | 3   | 1 | 1 | 1 | 004:700 | −3    | 04     |
| 4.  | AS Magenta          | 3   | 1 | 0 | 2 | 001:400 | −3    | 03     |

| 11. Mai      |           |                     |
| AS Magenta   | 0:1       | Tafea FC            |
| 11. Mai      |           |                     |
| Nokia Eagles | 2:2       | YoungHeart Manawatu |
| 13. Mai      |           |                     |
| AS Magenta   | 0:3       | YoungHeart Manawatu |
| 14. Mai      |           |                     |
| Tafea FC     | * 0:4 *   | Nokia Eagles        |
| 16. Mai      |           |                     |
| Tafea FC     | ** 3:3 ** | YoungHeart Manawatu |
| 16. Mai      |           |                     |
| Nokia Eagles | ** 0:1 ** | AS Magenta          |

## K.-o.-Phase

### Halbfinale
| Datum   |                     | Ergebnis |              |
| ------- | ------------------- | -------- | ------------ |
| 19. Mai | Auckland City       | 9:1      | Nokia Eagles |
| 19. Mai | YoungHeart Manawatu | 1:2      | AS Pirae     |

### Spiel um Platz 3
| Datum   |              | Ergebnis |                     |
| ------- | ------------ | -------- | ------------------- |
| 21. Mai | Nokia Eagles | * 0:4 *  | YoungHeart Manawatu |

### Finale
| Datum   |               | Ergebnis |          |
| ------- | ------------- | -------- | -------- |
| 21. Mai | Auckland City | 3:1      | AS Pirae |

## Beste Torschützen
Nachfolgend sind die besten Torschützen der OFC-Champions-League-Saison aufgeführt.
| Rang | Spieler           | Klub                | Tore |
| ---- | ----------------- | ------------------- | ---- |
| 1    | Benjamin Tatori   | YoungHeart Manawatu | 7    |
| 2    | Graham Little     | Auckland City FC    | 6    |
| 3    | Axel Williams     | AS Pirae            | 5    |
|      | Keryn Jordan      | Auckland City FC    | 5    |
| 5    | Desmont Fa'aiuaso | AS Pirae            | 4    |
|      | Naea Bennett      | AS Pirae            | 4    |
|      | Grant Young       | Auckland City FC    | 4    |
|      | José Hmaé         | AS Pirae            | 4    |